# 한국복숭아생산자협의회
한국복숭아생산자협의회는 자조금의 조성 및 운용을 통한 복숭아의 자율적 수급조절 및 판매촉진 도모, 회원간의 상호협력 및 정보교환으로 복숭아생산 농업인의 소득증대와 복숭아산업의 발전 도모함을 목적으로 2008년 2월 4일 설립된 대한민국 농림수산식품부 소관의 사단법인이다. 사무실은 서울특별시 중구 충정로1가 75, 농협중앙회 원예부 내에 있다.

## 주요 사업
- 복숭아의 판매 및 소비촉진을 위한 홍보사업
- 복숭아의 판로확대 및 신규시장 개척을 위한 시장조사사업
- 복숭아의 생산 및 수확후 관리기술, 유통개선 등 교육사업
- 유통정보화, 농업관측조사, 기술 및 공동상표의 개발 및 연구사업
- 복숭아의 수급조절 및 가격안정사업
- 기타 본회의 목적을 달성하기 위하여 필요한 사업

1. ↑  공식 웹사이트